# Obština Mizija
Obština Mizija (bulharsky Община Мизия) je bulharská jednotka územní samosprávy ve Vracké oblasti. Leží v severozápadním Bulharsku v Dolnodunajské nížině, u Dunaje a hranic s Rumunskem. Sídlem obštiny je město Mizija, kromě něj zahrnuje obština 5 vesnic. Žije zde přibližně 6 tisíc obyvatel.

## Sídla
Všechna sídla v obštině jsou samosprávná.
- Krušovica
- Lipnica
- Mizija[p 1] (sídlo správy)
- Saraevo
- Sofronievo
- Vojvodovo

## Sousední obštiny
| Růžice kompasu | Kozloduj       |               |           | Růžice kompasu |
| Růžice kompasu |                | Sever         | Orjachovo | Růžice kompasu |
| Růžice kompasu | Obština Mizija |               | Orjachovo | Růžice kompasu |
| Růžice kompasu | Jih            |               | Orjachovo | Růžice kompasu |
| Růžice kompasu | Chajredin      | Bjala Slatina |           | Růžice kompasu |

## Obyvatelstvo
K 15. prosinci 2024 v obštině žilo 6 047 obyvatel a bylo zde trvale hlášeno 6 211 obyvatel. Podle sčítání 7. září 2021 bylo národnostní složení následující:
- Bulhaři: 5 327 (94.8 %)
- Romové: 258 (4.6 %)
- Turci: 2 (0.0 %)
- ostatní[p 3]: 31 (0.6 %)

V období 2011 až 2021 v obštině ubylo 1 789 obyvatel.